# Nastra lurida
Nastra lurida is een vlinder uit de familie van de dikkopjes (Hesperiidae). De wetenschappelijke naam van de soort is voor het eerst geldig gepubliceerd in 1869 door Gottlieb August Wilhelm Herrich-Schäffer.